# Angelo Bruno Cortini
Angelo Bruno Cortini (Forlì, 19 giugno 1920 – ...) è stato un calciatore italiano, di ruolo centrocampista.

## Carriera
Giocò nel campionato misto A-B del 1945-1946 con la maglia del Siena.

## Palmarès

### Club

#### Competizioni regionali
- Promozione: 1

Forlì: 1949-1950